# Gosław (przystanek kolejowy)
Gosław – zlikwidowany przystanek gryfickiej kolei wąskotorowej w Gosławiu, w województwie zachodniopomorskim, w Polsce. Przystanek został zamknięty w 1991 roku.